# Jordbävningarna i Ecuador 1987
Jordbävningarna i Ecuador 1987 inträffade klockan 1:54 GMT och 4:10 GMT den 6 mars 1987  med magnituderna 6,1 och 6,9.
Jordbävningarna var centrerade till Napoprovinsen i nordöstra Ecuador med sina epicentrum vid Andernas östra sluttning cirka 100 kilometer ost-nordost om Quito och 25 kilometer norr om vulkanen Reventador. Jordbävningarna orsakade en uppskattad dödssiffra på 1 000 personer och skador för US$ 1 miljard.

### Fotnoter
1. ↑  ”Focal Mechanisms of the March 6, 1987 Ecuador Earthquakes”. Arkiverad från originalet den juli 22, 2011. https://web.archive.org/web/20110722081252/http://gachon.eri.u-tokyo.ac.jp/~hitosi/Papers/data/kawakatsu1991jpe.pdf. Läst februari 19, 2011.
2. 1 2  The March 5, 1987, Ecuador Earthquakes: Mass Wasting and Socioeconomic Effects